# トレビュシェット

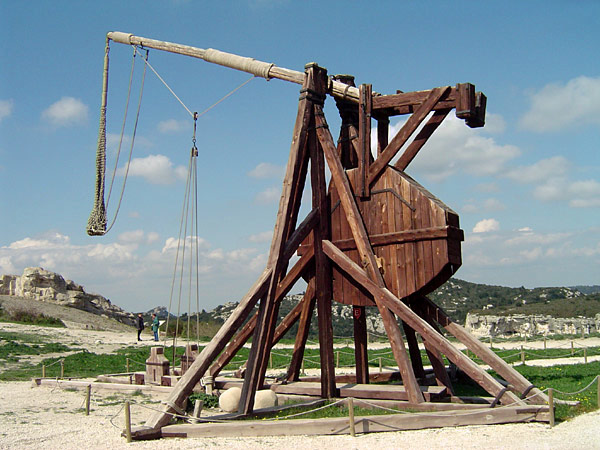
南フランス・プロバンス地方、レ・ボー城塞のトレビュシェ

投げる仕組み

トレビュシェット（仏: Trébuchet）は、固定式の攻城用兵器で、広義のカタパルトに含まれる。平衡錘投石機（へいこうすいとうせきき）とも訳される。
ロープのねじれや動物の腱などの弾力を利用するバリスタやオナガーなどの他の投擲兵器と異なり、岩石などを詰めた箱の重量（カウンターウェイト）を利用するので、大きく造ればそれだけ威力が増した。カウンターウェイトの位置エネルギーを利用した投石機の発明は12世紀頃で、攻城用の投擲兵器としては後発にあたる。大型で威力と安全性に信頼の置ける火砲が出現するまで利用された。
アーム（支持椀）の先に投射物を載せ、アームを弧を描くように動かして投射するマンゴネルは紀元前4世紀頃には中国において発明されており、三国時代に霹靂車と呼ばれていた。アームにかけた何本ものロープを複数の人間が同時に引くことで投擲するもので、射程や弾道の変更など高度な運用には熟練の兵長が必要であった。
元軍による南宋の都市襄陽の包囲攻撃（襄陽・樊城の戦い）の際にアームの動作にカウンターウェイトを用いるトレビュシェットが導入された。ペルシアから来た回教徒の技術者により導入され使用されたので、襄陽砲もしくは回回砲と呼ばれる。霹靂車の石弾の投射能力が48キログラムが限界だったのに対し、襄陽砲は89キログラムの石弾の投射能力があった。
トレビュシェットはカウンターウェイトの重量を変えることで射撃距離を自由に調整でき精度も高かった。最大のものは140キログラムの石を最大300メートルも飛ばすことが可能で、石のほか、攻城戦の常として伝染病の蔓延を目的に人や牛の死骸を目標に投射することもあった。
アルキメデスが発明したという伝説も伝わる。シラクサに侵攻した古代ローマ軍をアルキメデスの発明した新兵器が撃退したという逸話、アルキメデスがてこの原理を発見していることが根拠とされるが、その後の歴史を見るに信憑性はない。最古の記録は1165年東ローマによるものである。また、東ローマによる1097年のニケーア包囲戦で使用された投擲機が最初のトレビュシェットである可能性がある。
また、時代や地域によってばらばらだった（そして詳細がわからない）当時の呼称とは別に、機構の違いによって、人力でロープを引っ張って投射するマンゴネルを「牽引式トレビュシェット（traction trebuchets）」カウンターウェイトと重力を利用する（本項で扱う）トレビュシェットを「カウンターウェイトトレビュシェット（counterweight trebuchets）」と呼んで、ロープや動物の腱などのねじりを動力としたオナガーと区別する場合もある。

## 現代での使用
2024年6月15日のCNNの報道によれば、イスラエル軍がレバノン国境において、接近してくる戦闘員を見つけやすくするため、低木を焼く手段として、トレビュシュットを使用したという。